# Anelasmocephalus balearicus
Anelasmocephalus balearicus is een hooiwagen uit de familie kaphooiwagens (Trogulidae). De wetenschappelijke naam van Anelasmocephalus balearicus gaat terug op J. Martens & C. Chemini.